# مقاطعة وندسور (فيرمونت)
مقاطعة وندسور هي مقاطعة في فيرمونت، في الولايات المتحدة، بلغ عدد سكانها 56,670  نسمة وذلك حسب إحصائيات سنة 2010، عاصمتها وودستوك.

## الموقع
تشترك في الحدود مع:
- مقاطعة أورانج (فيرمونت)
- مقاطعة بينينغتون (فيرمونت)
- مقاطعة روتلاند (فيرمونت)
- مقاطعة ويندهام (فيرمونت)
- مقاطعة غرافتون
- مقاطعة سوليفان (نيو هامبشاير)
- مقاطعة أديسون (فيرمونت).

## التقسيمات الإدارية
- أندوفر
- بالتيمور
- بارنارد
- بيثيل
- بريدجووتر
- كافنديش
- تشيستر
- هارتفورد
- هارتلاند
- نورويتش
- بلايموث
- بومفريت
- ريدينغ
- روتشستر
- رويالتون
- شارون
- سبرينغفيلد
- ستوكبريدج
- لودلو
- ويذرسفيلد
- ويست وندسور
- ويستون
- وندسور
- وودستوك.

## أعلام
- جيمس بيتس تومسون